# М-7 Небесный патруль
М-7 «Небесный патруль» (укр. М-7 «Небесний патруль») — планируемое семейство украинских гражданских двухмоторных беспилотных летательных аппаратов дистанционного управления, разработанных научно-производственным центром беспилотной авиации «Вираж» (НПЦБА «Вираж») Национального авиационного университета.

## Конструкция
БЛА «Небесный патруль М-7» предназначен для картографии и аэрофотосъёмки, видеонаблюдения в реальном времени.. Представляет собой двухмоторный летательный аппарат нормальной схемы с высокорасположенным крылом, вынесенным на двух пилонах. Для доступа в отсек полезной нагрузки служит съёмная верхняя часть обтекателя. В передней части гондолы имеется отверстие для установки камеры переднего обзора. В конструкции широко применяются композитные материалы.

## Модификации
- М-7 - базовая модель (один тянущий мотор установлен на центропланной части крыла, а другой толкающий — в конце гондолы), разработана в 2006 - 2007 годы (патент Украины UA № 33977) в двух вариантах исполнения:

- М-7К — для ведения аэрофотосъемки и картографирования.
- М-7Р — для видеонаблюдения в реальном времени.

- М-7Д — разработка начата в 2009 и завершена к началу 2011 года (стартовый вес 150 кг, оба мотора установлены на крыле).
- М-7В5 - вариант с 200 кг стартовым весом и увеличенной до 70 кг грузоподъёмностью, разработка которого была завершена в 2011 году. Был представлен 22 сентября 2015 года на проходившей в Киеве выставке "Оружие и безопасность-2015" (патент Украины UA № 62929)

## Технические характеристики М-7Д
Источник данных: официальный сайт НПЦБА "Вираж"

Технические характеристики
- Грузоподъёмность: 55 кг
- Длина: 3,7 м
- Размах крыла: 5,16
- Высота: 1,62
- Масса пустого: 80 кг
- Максимальная взлётная масса: 150 кг
- Силовая установка: 2 × поршневой
- Мощность двигателей: 2 × 2 по 16,3 л.с. (2 × 2 по 12 кВт)

Лётные характеристики
- Максимальная скорость: 190 км/ч
- Перегоночная дальность: длина маршрута до 1500 км при 20 кг полезной нагрузки